# Pork pie hat
 (septembre 2015).
Si vous disposez d'ouvrages ou d'articles de référence ou si vous connaissez des sites web de qualité traitant du thème abordé ici, merci de compléter l'article en donnant les références utiles à sa vérifiabilité et en les liant à la section « Notes et références ».

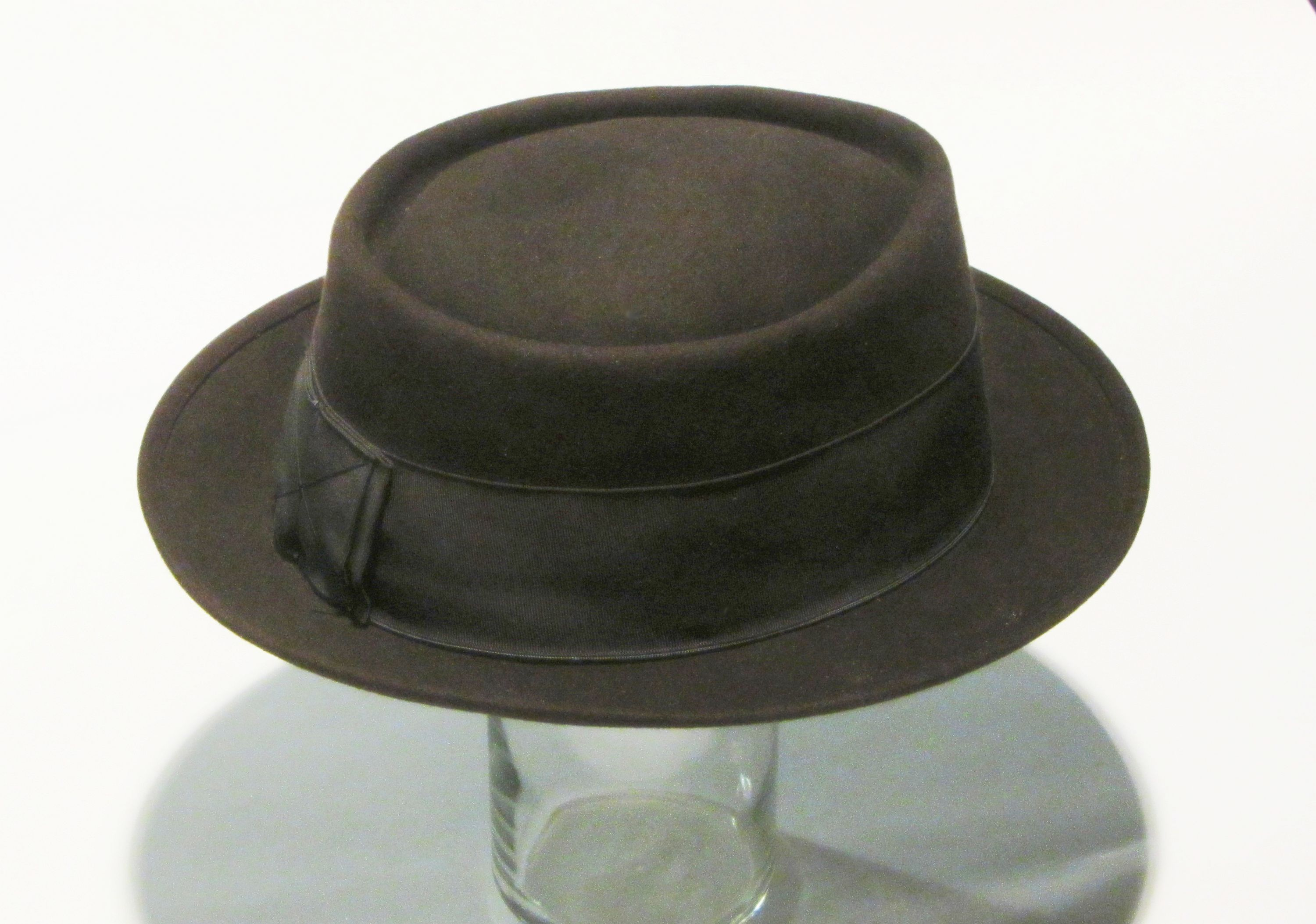
Chapeau de feutre noir pork pie Hat.

Le pork pie hat ou pork pie est une forme de chapeau créée dans les années 1930 et portée surtout dans les années 1930 et 1940.
Il connait aujourd'hui un regain de popularité. Il est depuis la fin du XXe siècle et depuis le tout début des années 2000, principalement en Europe et aux États-Unis, à l'origine du renouveau du chapeau à petits bords. Son nom provient d'une ressemblance avec un plat culinaire d'origine britannique : le pork pie (tourte au porc).

## Origines: de 1830 aux années 1900

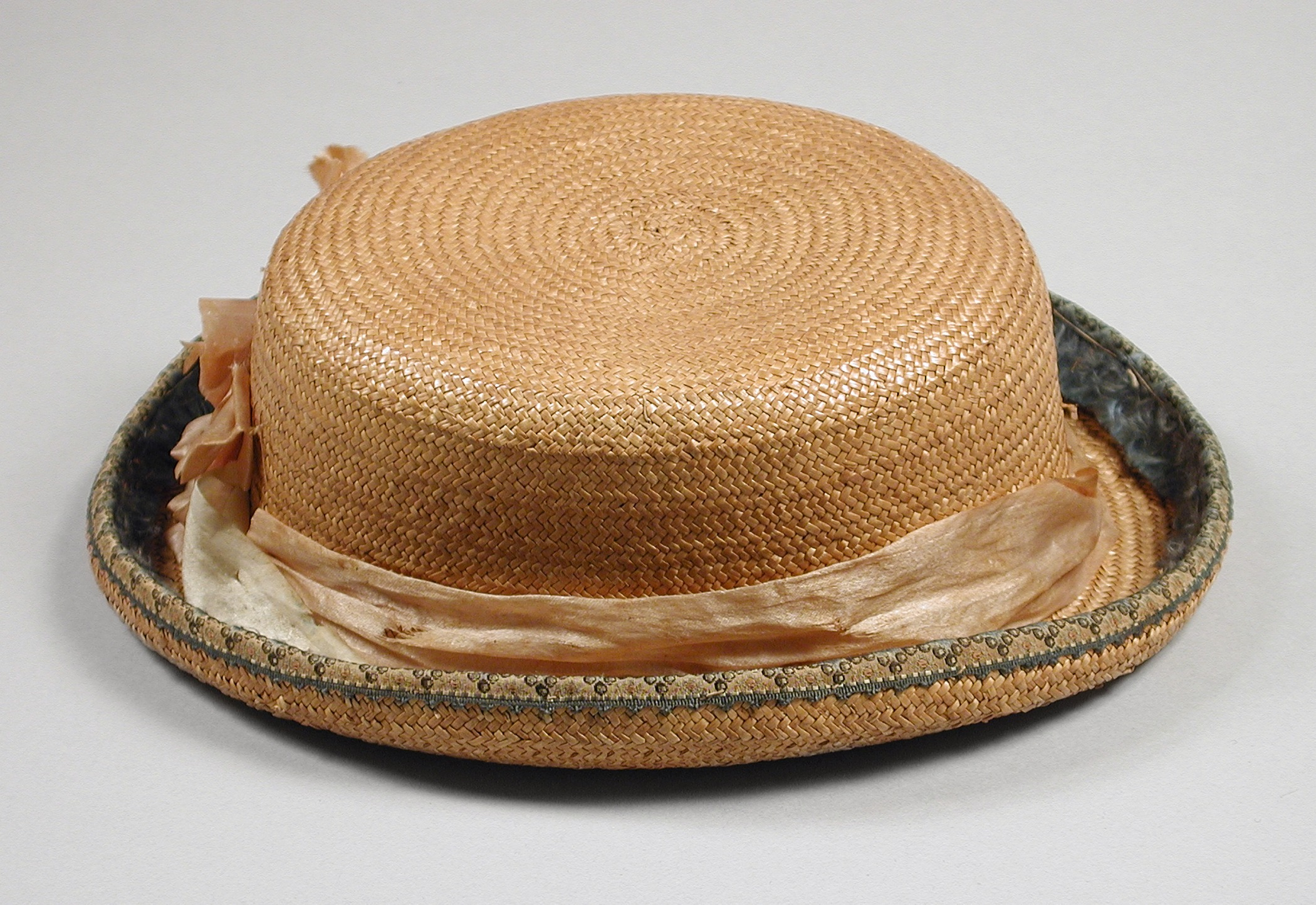
Un pork pie pour enfant, en paille avec ruban de soie, fin du XIXe siècle.

Les premiers pork pie hats étaient portés principalement par des femmes américaines et anglaises dans les années 1860, durant la guerre de Sécession. Il s'agit d'un petit chapeau rond, avec de petits bords relevés aux extrémités, et dont la surface, du haut de calotte, basse et plate est marquée par une incision circulaire à son pourtour. Il est, à l'époque, fréquemment porté avec une petite plume, insérée sous son ruban, sur le côté.
Le pork pie peut se décliner dans toutes les matières. Par exemple, pour l'été : en toile de coton, en paille (en jonc, en raphia... ou plus noblement en sisal, voire en panama), etc. Pour l'hiver : en feutre (de laine ou, de poil de lapin), en laine ou autres tissus...

## De Buster Keaton aux années 1960
L'acteur américain Buster Keaton participe grandement à la célébrité de ce chapeau. Le chapeau pork pie apparait en Grande-Bretagne en tant que chapeau d'homme au tout début du XXe siècle dans le style de la mode man-about-town. 
Le pork pie hat connait son apogée durant la Grande Dépression. En effet, de nombreuses célébrités américaines le portent à l'époque dont, notamment, outre Buster Keaton, l'architecte de renom Frank Lloyd Wright et surtout le saxophoniste de jazz Lester Young. Le fameux standard de jazz Goodbye Pork Pie Hat composé en 1959 par Charles Mingus pour ce même Lester Young, contribua largement à la célébrité et à la réputation du chapeau.
Après la fin de la Seconde Guerre mondiale, la popularité du pork pie hat diminue quelque peu, mais perdure notamment en raison de sa connexion avec le zoot suit. Et aussi en association avec la culture musicale afro-américaine, notamment le jazz, le blues et le ska qui remettra « le petit chapeau » au gout du jour à la fin des années 1950 ; et surtout avec un retour en force en 1979 et au début des années 1980, avec notamment les formations musicales ska : The Specials, Madness, The Beat, The Selecter... Le petit chapeau pork pie hat se décline alors en two tone (avec un ruban à damier noir et blanc) symbolisant l'antiracisme et la communion de toutes les couleurs de peau. Il est alors associé à la mouvance punk-révolutionnaire de gauche (comme The Clash) et radicalement opposé à tout mouvement pseudo-punk d'extrême droite, raciste, voire néo-nazi.
L'acteur Raymond Souplex incarne le commissaire Bourrel qui porte un chapeau pork pie dans la première série télévisée Les Cinq Dernières Minutes (fin 1950).

## De 1960 à 1980
Dans les années 1960 en Jamaïque, la culture Rude Boy a popularisé le chapeau au Royaume-Uni, influençant ainsi son apparition occasionnelle dans la sous-culture mod.
Le chapeau pork pie connut une légère recrudescence de popularité grâce au personnage de Jimmy "Popeye" Doyle, joué par Gene Hackman dans le film américain French Connection en 1971.
En 1973, Robert De Niro porte ce chapeau dans le film Mean Streets et contribue encore ainsi à sa popularité.
Peu à peu le chapeau, alors introuvable en France, alimente le mythe...
Puis de nombreuses personnalités arborent le chapeau, tel Alain Bashung qui se procure l'article rare à Avignon le 20 novembre 2008 et le porte le soir même lors de l'un de ses derniers concerts à Avignon-Montfavet.
À partir de 2008, il est aussi porté par le personnage principal de la série américaine Breaking Bad, Walter White alias Heisenberg, interprété par Bryan Cranston.

## Actualité dupork pie hat
Réintroduit dès la fin des années 1990, notamment par une certaine mouvance de la culture hip hop, et grâce à de nombreux jazzmen, le pork pie hat connait un véritable succès lors de la 1re décennie du XXIe siècle en France. Porté négligemment en arrière par les garçons (comme par les filles), il a largement contribué au renouveau du port du chapeau en France qui est devenu, dès lors, un accessoire des plus branchés. Il est alors désormais accessible à la vente chez la plupart des chapeliers européens.
Actuellement et depuis 2013, il est très fortement concurrencé par la forme, très similaire, nommée: trilby qui est également un chapeau à petit bord, à calotte basse et plate, mais qui est, à la différence du pork pie, mascoté à l'avant, légèrement pointu, c'est-à-dire pincé sur le devant comme un chapeau classique à l'endroit où l'on s'en saisit.
Celui-ci, comme le pork pie, se porte indifféremment bord relevé ou bord baissé à l'avant. Alors que le pork pie se porte principalement à l'arrière, le trilby se porte aussi bien droit, ou porté à l'arrière, voire à l'avant sur le front à la façon borsalino. Actuellement ce sont les marques américaines Stetson ou Bailey qui contribuent le plus en Europe à la diffusion de ces formes.
Ces deux formes, pork pie et trilby, ont largement contribué au renouveau et au succès renaissant du chapeau en général, et du chapeau petit bord en particulier, auprès de la jeunesse occidentale, entraînant ainsi un renouveau général de tout couvre-chef.
Le cinéaste Jacques Audiard apparaît presque toujours coiffé d'un pork pie.